# Rotišče
Rotišče (nemško Rotheis) je naselje v Občini Gospa Sveta v Okraju Celovec-dežela na Koroškem v Avstriji.